# Laksfors Station
Laksfors Station (Laksfors stasjon) er en tidligere jernbanestation på Nordlandsbanen, der ligger i Grane kommune i Norge.
Stationen åbnede 5. juli 1940, da banen blev forlænget fra Grong til Mosjøen. Den blev nedgraderet til trinbræt med læssespor 1. september 1957. Betjeningen af læssesporet ophørte 1. juli 1985, og 23. maj 1993 ophørte betjeningen med persontog.
Stationsbygningen blev opført i 1938 efter tegninger af Gudmund Hoel og Bjarne Friis Baastad. Den enetages bygning er opført i bindingsværk og rummede oprindeligt ventesal, ekspedition og godsrum. Baastad stod desuden for en toiletbygning i bindingsværk, der blev opført samme år.